# Katharina Wesselmann
Katharina Marie Wesselmann (* 1976 in Tübingen) ist eine deutsch-schweizerische Altphilologin.

## Leben
Nach dem Abitur 1995 an der Geschwister-Scholl-Schule Tübingen und dem Lizenziat 2004 summa cum laude (Studium der Griechischen und Lateinischen Philologie und der Kunstwissenschaft) an der Universität Basel war sie von 2004 bis 2018 Lehrerin für Latein und Griechisch am Gymnasium am Münsterplatz und an der Sekundarschule Bäumlihof. 2007 erwarb sie das Lehrdiplom für Maturitätsschulen an der PH FHNW. Von 2004 bis 2009 war sie zugleich wissenschaftliche Assistentin in der Griechischen Philologie an der Universität Basel. Nach der Promotion summa cum laude an der Philosophischen Fakultät der Universität Basel mit der Arbeit Herodotus heres historiae. Das mythische Erbe der griechischen Geschichtsschreibung im Jahr 2010 war sie von 2012 bis 2018 Lehrbeauftragte für Fachdidaktik Latein und Griechisch an der Pädagogischen Hochschule (Fachhochschule Nordwestschweiz). Von 2009 bis 2015  war sie wissenschaftliche Mitarbeiterin beim Basler Homer-Kommentar. Nach der Habilitation 2018 in Klassischer Philologie an der Philosophischen Fakultät der Universität Basel mit einem Kommentar zum 7. Gesang der homerischen Ilias im Rahmen des Basler Gesamtkommentars wurde sie 2019 Professorin für Fachdidaktik der Alten Sprachen an der Universität Kiel. Zum Sommersemester 2023 wechselte sie auf eine W3-Professur für Klassische Philologie an der Universität Potsdam.

## Schriften (Auswahl)
- mit Anton Bierl und Rebecca Lämmle: Wege zu einer mythisch-rituellen Poetik bei den Griechen. Berlin/New York 2007.
  - Band 1, ISBN 3-598-78070-2.
  - Band 2, ISBN 978-3-11-019485-2.
- Mythische Erzählstrukturen in Herodots „Historien“. Berlin 2011, ISBN 3-11-023911-6.
- mit Martin Müller, Rolf Gutierrez und Adele Netti: Aurea Bulla. Latein. Mehrsprachigkeit. Kulturgeschichte. Lehrbuch der Kantone Basel-Stadt und Basel-Landschaft.
  - Band 1, Basel 2016, ISBN 9783856734411.
  - Band 2, Basel 2016, ISBN 9783856734435.
  - Band 3, Basel 2017, ISBN  9783856734459.
- Homers Ilias. Gesamtkommentar. Siebter Gesang (H). De Gruyter, Berlin/Boston 2020, ISBN 978-3-11-040574-3.
- Die abgetrennte Zunge. Sex und Macht in der Antike neu lesen, Darmstadt, WBG Theiss 2021.